# شويطة (دوعن)
'

تعديل مصدري - تعديل

شويطة هي إحدى قرى عزلة صيف بمديرية دوعن التابعة لمحافظة حضرموت، بلغ تعداد سكانها 231 نسمة حسب تعداد اليمن لعام 2004.